# Ото I фон Аре-Хохщаден
Ото фон Аре-Хохщаден (на немски: Otto von Are-Hochstaden; * ok. 1124; † 12 януари 1162) е граф на Аре-Хохщаден. Основава линията Аре-Хохщаден.

## Произход
Той е син на граф Дитрих I (Теодорикус фон Аре) (ок. 1105 – 1123). Брат е на Лотар († 1140), граф на Аре, Фридрих II фон Аре († 1168), епископ на Мюнстер (1152 – 1168), Герхард († 1169), пробост в Бон, на Улрих († 1197), и на Матилда, омъжена за граф Ламберт I фон Глайхен и Берг. Роднина е на Хоенщауфените, на графовете на Лимбург, на Дитрих II фон Аре († 1212), епископ на Утрехт (1197 – 1212) и Конрад фон Хохщаден, архиепископ на Кьолн (1238 – 1261).

## Фамилия
Ото се жени пр. 1138 г. за Аделхайд фон Хохщаден († сл. 1147/пр. 1162), наследничка на Хохщаден, дъщеря на граф Герхард II фон Хохщаден († сл. 1145/1149). Те имат децата
- Дитрих III фон Аре-Хохщаден (ок. 1157 – 1194 или 1197), граф на Аре-Хохщаден, женен за Луитгард фон Дагсбург (ок. 1150 – 1194/97) (Етихониди)
- Ото I († сл. 1208), граф на Викероде, женен за Аделхайд фон Хохщеден
- Лотар фон Хохщаден († 1194), епископ на Лиеж (1192 – 1193)
- дъщеря, омъжена за Дитрих I фон Милендонк, фогт фон Нойверк († сл. 1197)